# Monteuville
Monteuville is een dorp in de gemeente Hotton in de Belgische provincie Luxemburg.

## Geografie
Monteuville ligt aan de rechteroever van de Ourthe, een zijrivier van de Maas. Monteuville ligt vijf kilometer ten noordwesten van het dorp Hotton en ligt zeven kilometer ten zuidwesten van Durbuy.
Deelgemeenten: Fronville · Hampteau · Hotton · Marenne

Overige dorpen: Bourdon · Deulin · Fasol · Melreux · Menil-Favay · Monville · Monteuville · Ny · Werpin

Belgische gemeenten · Arrondissement Marche-en-Famenne · Luxemburg · Wallonië